# Église Saint-Quentin de Castres
L'église Saint-Quentin de Castres est une église située à Castres, en France.

## Localisation
L'église est située sur la commune de Castres, dans le département de l'Aisne.